# Arga de Baixo
Arga de Baixo is een plaats (freguesia) in de Portugese gemeente Caminha en telt 99 inwoners (2001).

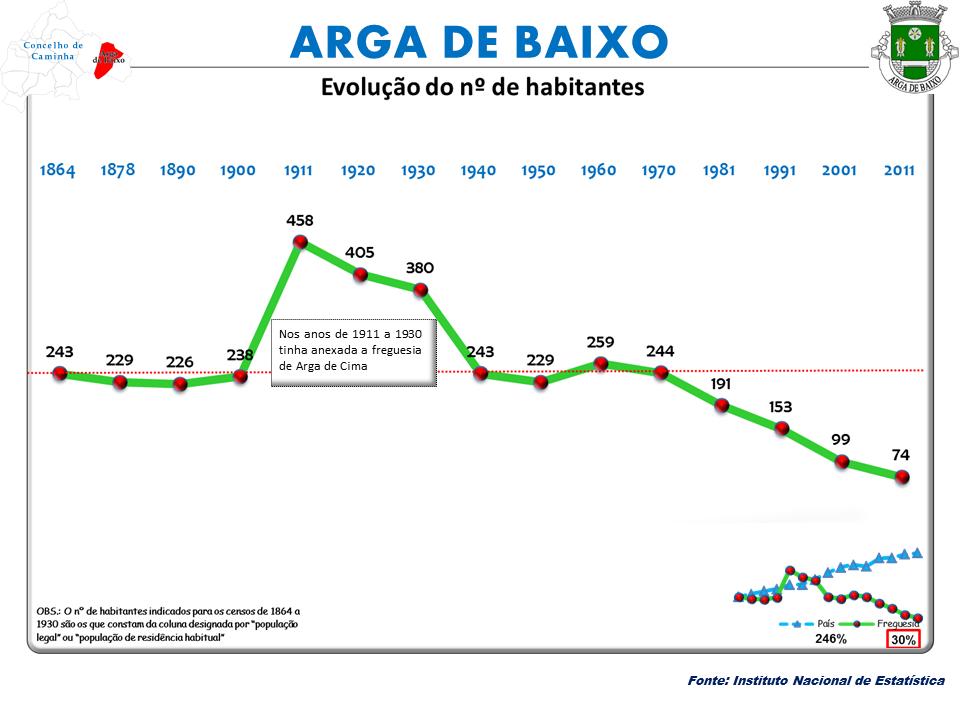
Bevolkingsontwikkeling tussen 1864 en 2011